# Palmiet
Il fiume Palmiet (Palmiet River in inglese, Palmietrivier in afrikaans) è un corso d'acqua sudafricano che scorre nella provincia del Capo Occidentale. Il fiume nasce nella catena degli Hottentots Holland, nell'Overberg, attraversa la valle di Elgin per poi proseguire verso l'oceano Indiano, nel quale sfocia con un piccolo estuario presso Kleinmond nell'Overstrand. Il suo bacino idrografico è piuttosto limitato (circa 500 km²); il suo corso, inoltre, è frequentemente interrotto da dighe di sbarramento volte a garantire la fornitura d'acqua alla vicina Città del Capo.